# Beck – Öga för öga
Beck – Öga för öga är en svensk TV-film från 1998. Detta är den fjärde filmen i den första omgången med Peter Haber och Mikael Persbrandt i huvudrollerna.

## Handling
En lärarinna vid namn Sara Molinder skjuts till döds i ett parkeringshus i Lännersta industriområde och ögonen skärs ut. Dagarna innan har en kvinna påträffats mördad i sitt hem – skändad på sina ögon. Plötsligt dör ytterligare en kvinna och Martin Beck måste finna ett samband. När han väl gör det förstår han att mördaren fortfarande har ett offer kvar. Men nu gäller det att hitta henne innan mördaren gör det. 

## Rollista
- Peter Haber – Martin Beck
- Mikael Persbrandt – Gunvald Larsson
- Stina Rautelin – Lena Klingström
- Per Morberg – Joakim Wersén
- Ingvar Hirdwall – Martins granne
- Rebecka Hemse – Inger, Martins dotter
- Fredrik Ultvedt – Jens Loftegård, kriminalassistent
- Michael Nyqvist – John Banck, kriminalassistent
- Anna Ulrica Ericsson – Yvonne Jäder, kriminalassistent
- Peter Hüttner – Oljelund, obducent
- Bo Höglund – servitören
- Kalle Heino – Stig
- Lena T. Hansson – Karin Lofjärd
- Catarina Cavalli – Lofjärd som ung
- Peter Kneip – rektorn
- Maud Hyttenberg – lärarinnan
- Göran Forsmark – Nils Mogren
- Joakim Nätterqvist – Jon-Anders som ung
- Göran Ragnerstam – Erik Aronsson
- Ingalill Ellung – Anita Smid
- Kajsa Reingardt – Yvonne Svensson
- Sten Johan Hedman – polis i Östhammar
- Niels Dybeck – polis i Östhammar
- Lennart Jähkel – präst i Östhammar